# Райхенфельс
Райхенфельс (нем. Reichenfels) — ярмарочная община (нем. Marktgemeinde) в Австрии, в федеральной земле Каринтия. 
Входит в состав округа Вольфсберг.  Население составляет 2002 человека (на 31 декабря 2005 года). Занимает площадь 87,21 км². Официальный код  —  2 09 12.

## Политическая ситуация
Бургомистр общины — Хорст Фридль (СДПА) по результатам выборов 2003 года.
Совет представителей общины (нем. Gemeinderat) состоит из 19 мест.
Распределение мест:
- СДПА занимает 11 мест;
- АНП занимает 6 мест;
- АПС занимает 2 места.